# Paradiceros
{{#ifeq:0|0|{{#if:|{{#if:Paradicerosmukirii|[[]}}|}}}}
Paradiceros — це вимерлий рід носорогів, який мешкав у східній Африці в пізньому міоцені, між 10.5 і 9 мільйонами років тому.
Paradiceros був відносно невеликим видом, який колись вважався близьким до Diceros. Це був броузер (живився переважно високою рослинністю) і мав дуже короткі ноги, хоча й не такі короткі, як у деяких більш примітивних видів, таких як Chilotherium.